# Viola von Scarpatetti

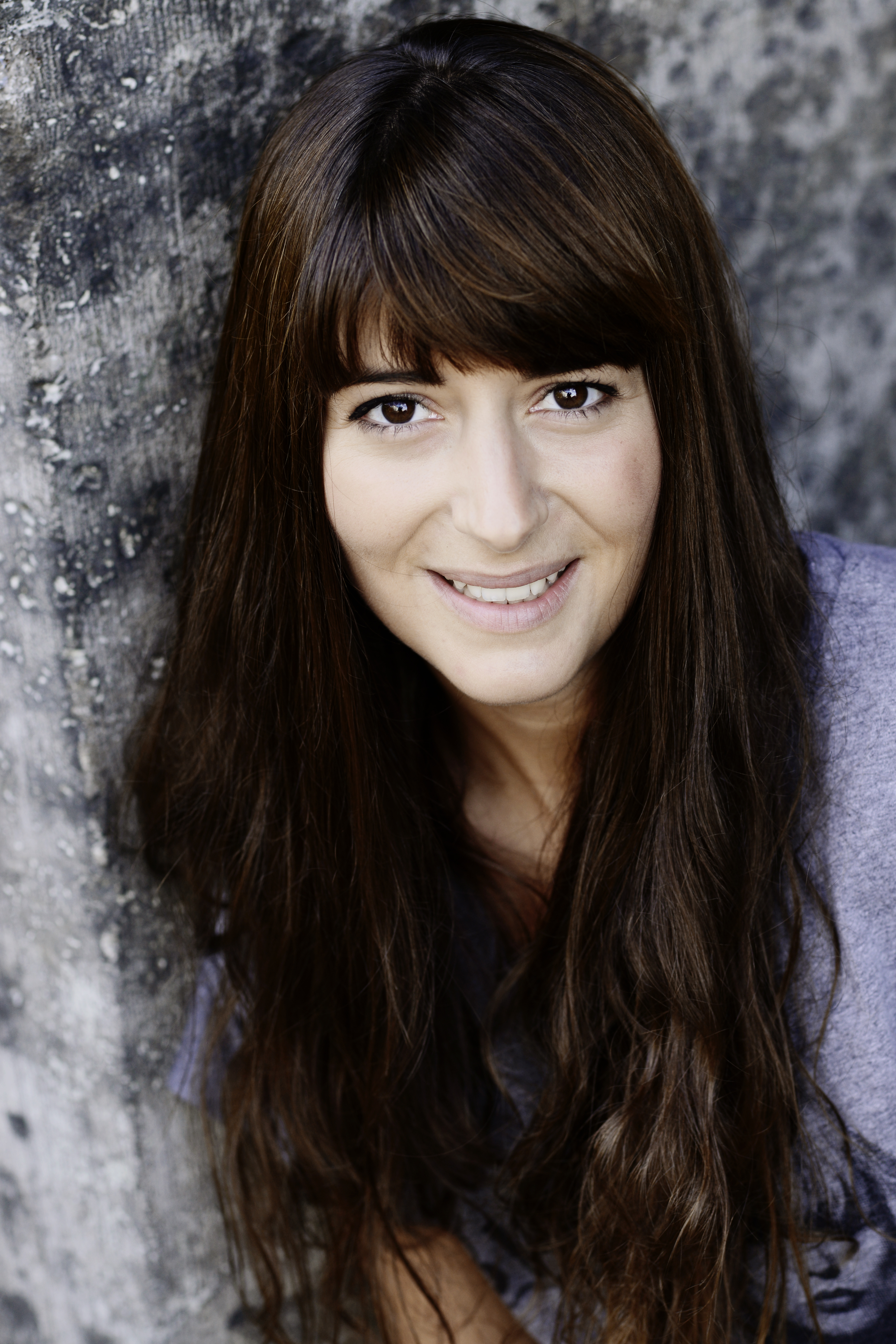
Viola von Scarpatetti (2013)

Viola von Scarpatetti (* 1987 in Binningen) ist eine Schweizer Schauspielerin, Musikerin und Filmemacherin.

## Werdegang
Scarpatetti, Tochter des Historikers Beat von Scarpatetti und der Sängerin Liane von Scarpatetti, wuchs zweisprachig Deutsch und Französisch auf. Nach dem Wegzug aus Südfrankreich liess sich die Familie 1991 in Freiburg i.Ü. nieder. Als Jugendliche rappte sie und veröffentlichte Videoclips zu ihren Songs. In dieser Zeit nahm sie auch an Kursen einer privaten Zirkusschule teil und hatte erste Auftritte. Von 2004 bis 2007 studierte sie an der European Film Actor School in Zürich Schauspiel.
Während des zweijährigen Rollenstudiums bei Maria Becker erhielt Scarpatetti 2008 ihr erstes TV-Engagement in der Schweizer TV-Serie Tag und Nacht. Nationale Bekanntheit erlangte sie 2013 mit der Hauptrolle im Film 20 Regeln für Sylvie neben Carlos Leal. Es folgten weitere Kino- und TV-Produktionen, unter anderem an der Seite von Mona Petri und Jane Birkin. 2014 war Scarpatetti als Kroatin Sascha in dem Film Heimatland zu sehen.
Viola von Scarpatetti lebt in der Schweiz und Südfrankreich, wo sie als Schauspielerin arbeitet und seit 2012 ihre eigenen Drehbücher verfasst. 2015 gründet Viola mit dem Kanadier Simon Pelletier-Gilbert die Band Cadavre Exquis, dessen Geschichte sie in ihrem ersten Langspielfilm Cadavre Exquis – Fly in Fly out (2019) verfilmte. Der Film wurde am Hong Kong Int. Film Art Festival mit einer Special Mention für Bester Spielfilm ausgezeichnet. Im selben Jahr gründet sie die Produktionsfirma Biviofilms mit Sitz in Binningen. Seit 2020 spielt von Scarpatetti die Hauptrolle in der TV-Serie Die Baumanns, produziert von ch-Media. 2021 wurde ihr Kurzfilm Mayflower für den Basler Film- und Medienkunstpreis nominiert. Scarpatettis erstes Solo-Album Fais un pont erschien im Oktober 2022.

## Filmographie (Auswahl)
- 2008: Tag und Nacht (Fernsehserie)
- 2009: Hugo Koblet, Pédaleur de Charme
- 2010: Taub
- 2011: Acht Blumen
- 2012: Nachtexpress
- 2013: Poupée
- 2014: Landesverrat
- 2014: Mission:Ciné (Fernsehserie)
- 2014: 20 Regeln für Sylvie
- 2014: Harmony
- 2015: Heimatland
- 2016: La Femme et le TGV
- 2016: Anne
- 2018: Generalstreik 1918
- 2019: Fly in Fly out – Cadavre Exquis
- 2020: Die Baummans (Fernsehserie)
- 2021: Stüssihofstatt
- 2021: Die Baummans (Fernsehserie)
- 2021: Wyrot
- 2022: Pouppélé (Videoclip)
- 2025: Die Beschatter (Fernsehserie)

## Nominationen
- 2021: Basler Film und Medienkunstpreis (Sektion Kurzfilm)